# Eriophora ravilla
Eriophora ravilla es un arácnido de la familia Araneidae. Esta especie fue descrita por Koch en 1844, originalmente bajo el nombre Epeira ravilla. El nombre del género Eriophora deriva del latín y su significado es "cargadora de lana". El epíteto específico, ravilla, puede significar algún tipo de dedicatoria, debido a que Ravilla es un apellido común.

## Nombre común
- Español: araña tropical de tela orbicular.[1][2]

## Clasificación y descripción de la especie
Los individuos de esta especie son conocidos comúnmente como “arañas de telas orbiculares”. Es una especie de gran tamaño, de hecho, es una de las más grandes del género. Su coloración es extremadamente variable, por lo que es difícil poder identificarla con base en ello; algunos individuos presentan una coloración oscura, casi negra, otros tienen un color pálido, la mayoría presentan una coloración parduzca, con o sin una mancha clara en el centro del abdomen, cuando está presente, puede ser desde ancha hasta una delgada línea blanca; los machos adultos poseen tibias curvadas en las patas II; algunos individuos inmaduros así como algunos machos, presentan un par de puntos brillantes en la parte posterior del abdomen. La mordida de esta especie no es peligrosa para los seres humanos.

## Distribución de la especie
Es de amplia distribución, se tienen registros desde Estados Unidos hasta Brasil, pasando por México y Colombia.

## Ambiente terrestre
Es una especie considerada como tropical, por lo que se le encuentra en lugares cálidos y húmedos, Se les puede hallar en el centro de la telaraña que construyen solamente por la noche, antes del amanecer retiran la red y se guarecen debajo de hojas o en troncos huecos.

## Estado de conservación
Esta araña no se encuentra dentro de ninguna categoría de riesgo en las normas nacionales e internacionales.

## Importancia cultural y usos
Es considerada un buen agente biológico de control de plagas.